# Мандакас, Эммануил
Эммануи́л Ма́ндакас  (греч. Εμμανουήλ Μάντακας 1891 Лакки Ханья, Крит — 1968 Афины) — греческий офицер, участник Балканских и Первой мировой войн и Малоазийского похода греческой армии.
Командовал городскими отрядами ЭЛАС в боях против британской армии в декабре 1944 года.
Министр греческого «Правительства гор» (1944), депутат парламента в послевоенные годы.

## Биография

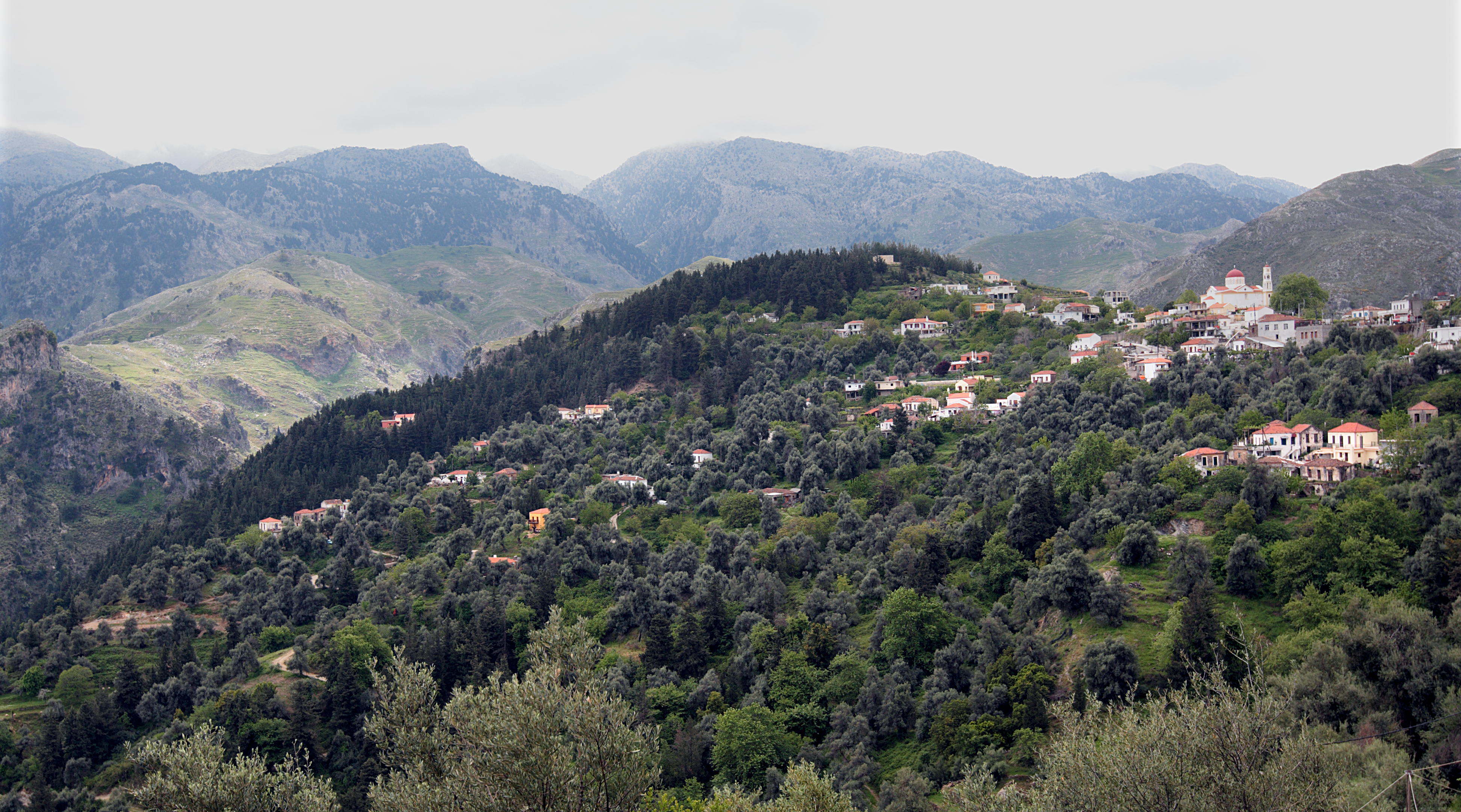
Малая родина Э. Мандакаса, село Лакки

Эммануил Мандакас родился в 1891 году селе Лакки нома Ханья, остров Крит.
Происходил из прославленной семьи критских революционеров и военачальников.
Его предки отмечены в истории критских восстаний 1866-1869 и 1897-1898 годов.
Его отец, Маркос Иоанну Мандакас (1840—1928), был участником этих восстаний и военачальником. Его дяде, Анагностису Мандакасу, посчастливилось в очень преклонном возрасте поднять греческое знамя энозиса острова 1 декабря 1913 года, в гавани Ханья, в присутствии принца Георга.
Сам Эммануил Мандакас, будучи студентом юридического факультета, в 1910 году вступил добровольцем в греческую армию.

## Балканские войны — Первая мировая война
Эммануил Мандакас принял участие в Первой и Второй Балканских войнах 1912—1913 годов.
Был ранен в Битве при Сарантапоро в 1912 году.
С началом Первой мировой войны, примкнул к своему земляку, критскому революционеру и политику Венизелосу и, будучи офицером пехоты, принял участие в движении «Национальная оборона» в македонской столице, городе Фессалоники (1916).
Ещё в звании лейтенанта, возглавил отряд подготовки офицерοв-резервистов, через который прошли 700 офицеров -резервистов и столько же унтер-офицеров резервистов, прежде чем вступить в армию «Национальной обороны» (1916—1917).
Впоследствии был послан на Македонский (Салоникский) фронт командиром роты 1-го полка дивизии города Серре.
Принял участие в Битве при Скра-ди-Леген, где был ранен и повышен в звание майора (1918) за проявленное мужество.

## Малоазийский поход
В 1919 году принял участие в конкурсе и был послан на учёбу в военную школу в Париж, по окончании которой получил наконец диплом офицера (1919—1921).
Сразу по возвращении в Грецию был послан на Малоазийский фронт.
Был вновь ранен под Анкарой.
Принял участие в последних боях этой войны и прикрывал своим батальоном отступление частей армии.
Принял участие в антимонархистской революции сентября 1922 года.
После этого и в звании подполковника, был назначен в штаб «Армии Эвроса», под командование генерала Пангалоса, который готовился совершить рывок и вновь занять Восточную Фракию, вплоть до Константинополя.
После чего служил в Генштабе, начальником штабов 2-го корпуса и 4-го корпусов армии и командиром 14-го полка города Ханья.

## Восстание 1938 года
После упразднения республики в октябре 1935 года Мандакас ушёл из армии, чтобы не присягать королю.
Принял участие в восстании населения Ханья в июне 1938 против диктатуры генерала Метаксаса.
Мандакас был членом руководства восстания. Восставшие 2 дня контролировали город. Но восстание ограничилось только этим регионом. Диктаторский режим приговорил руководителей восстания к смерти и другим мерам наказания, но не желая создавать героев, при посредничестве британского правительства, разрешил их отъезд за границу.
Мандакас был приговорён к пожизненному заключению и был лишён воинских званий.
Но он один из руководства восстания отказался уехать за границу и остался в критских горах, защищаемый местным населением:462.
Из своего убежища в горах, Мандакас переписывался с, находившимся во Франции, генералом Пластирасом, готовя новое восстание на Крите.
В этот период он сблизился с коммунистами.
Два года Мандакас уходил от погонь жандармов. Не сумев поймать Мандакаса, диктаторский режим арестовал его жену, Марию, и выслал её на остров Милос:Β-73.
В сентябре 1940 года перед надвигающейся войной с Италией, Мандакас попросил амнистии и сдался. Однако с началом войны диктаторский режим не отозвал его в армию:463.
После того как греческая армия отразила нападение итальянцев и перенесла военные действия в Албанию, на помощь своим союзникам пришла Гитлеровская Германия.
Правительство Цудероса, покинувшее столицу и временно пребывавшее на Крите, предложило Мандакасу возглавить военные силы на острове. Мандакас согласился, но выставил условием освобождение заключённых коммунистов. Цудерос условие не принял.
С началом немецкой воздушно-десантной операции на Крите, Мандакас принял участие в стихийном сопротивлении критян. После того как немцы закрепились в Ханья, он ушёл в горы.
Здесь он принял предложение коммунистов возглавить сопротивление на острове.
Чуть позже, был переправлен компартией в Афины, для участие в руководстве всегреческого Сопротивления.

## Сопротивление — Декабрьские события
В годы тройной, германо-итало-болгарской, оккупации Греции Мандакас стал одним из руководителей ЭАМ (Национально-освободительный фронт Греции), а затем — созданной фронтом армии ЭЛАС.
Принял участие в формировании «Правительства гор» (ΠΕΕΑ) 10 марта 1944 года и стал военным секретарём (министром) этого правительства и (временно) секретарём по вопросам транспорта.
Правительство повысило полковника Мандакаса в звании и присвоило ему звание генерал-майора:687.
Мандакас принял также участие в «Национальном собрании» в Свободной Греции в Корисхадес, как депутат от города Пирей (14 марта-27 мая 1944).
Стал заместителем председателя ΠΕΕΑ 28 августа 1944 года.
Перед началом военной конфронтации с британской армией в Афинах в декабре 1944 года Мандакас командовал городскими отрядами ЭЛАС, именовавшимися 1-м корпусом армии:758.
В ноябре 1944 года Мандакас стал членом воссозданного ЦК ЭЛАС, вместе с генсеком компартии Сиантосом и М. Хадзимихалисом. Воссоздание этого ЦК и отстранение от руководства военными действиями Генштаба ЭЛАС историк Т. Герозисис именует роковым и считает его одной из причин отступления сил ЭЛАС из города:768.
В действительности, как считает Герозисис, офицеры ЦК Мандакас и Хадзимихалис были только исполнителями решений генсека партии Сиантоса и некоторых членов политбюро партии:779.
26 декабря 1944 года генерал Мандакас был в составе делегации ЭЛАС на, состоявшемся под председательством архиепископа Дамаскина, совещании в Афинах, в котором приняли участие Черчилль, Иден, Макмиллан, Гарольд, Липер, Георгиос Папандреу-старший, Фемистоклис Софулис, Георгиос Кафандарис, Николаос Пластирас:780.
Декабрьские бои завершились «Варкизским соглашением» и разоружением ЭЛАС.

## Последние годы
Мандакас не принял участие в гражданской войне (1946—1949), но был гоним за свои демократические идеи и участие в ЭЛАС. В очередной раз он был лишён воинских званий и был сослан в концлагерь на острове Макронисос (1947—1949):847.
После освобождения был избран депутатом от Пирея «Партии левых либералов» (1950—1951), переросшей в «Единую демократическую левую партию» (1951—1952). Мандакас ушёл из большой политики в силу проблем с сердцем и зрением в 1953 году.
Эммануил Мандакас, которого историография именует генералом, независимо от его официального статуса в армии, умер в Афинах в 1968 году.

## Награды
Эммануил Мандакас был награждён почти полной колодкой греческих орденов и медалей.
Он также был награждён французскими Орденом Почётного легиона и Военным крестом.